# Jeff Ward (actor)
Jeff Ward (Washington D. C., 30 de diciembre de 1986) es un actor estadounidense. Es más conocido por su papel como Deke Shaw en la serie de ABC Agents of S.H.I.E.L.D. y como Buggy en la serie de Netflix One Piece.

## Biografía
Jeff Ward nació en Washington D. C., pero creció en Filadelfia, Pensilvania, donde comenzó a actuar en producciones teatrales. Tiene una hermana menor que es maestra de tercer grado. Ward asistió a la Tisch School of the Arts junto con el también actor Miles Teller. Fue elegido para interpretar a Charles Manson en la película para televisión Manson's Lost Girls, un papel que aceptó porque sentía que "la gente tiene un lado ligeramente oscuro". En 2017 fue elegido para interpretar el papel de Deke Shaw en la quinta temporada de la serie Agents of S.H.I.E.L.D., de la cadena ABC, permaneciendo en la serie hasta el final de la misma tras su séptima temporada, emitida en 2020. En 2022 fue confirmado para dar vida a Buggy el Payaso en la adaptación a imagen real del manga de Eiichiro Oda One Piece, la cual se estrenaría en agosto del año siguiente en Netflix.

## Filmografía
| Año       | Título                       | Rol              | Notas                                                                                    |
| --------- | ---------------------------- | ---------------- | ---------------------------------------------------------------------------------------- |
| 2005      | Law & Order: Criminal Intent | Darwin Mondale   | Episodio: "In the Wee Small Hours: Part 1"                                               |
| 2011      | Body of Proof                | Patrick Spradlin | Estrella invitada; 2 episodios                                                           |
| 2012      | The Beauty Inside            | Alex             | Miniserie                                                                                |
| 2012      | Holly's Holiday              | Milo Ames        | Película para televisión                                                                 |
| 2013      | Project Reality              |                  | Miniserie                                                                                |
| 2014      | Next Time on Lonny           | Giles            | Episodio: "Lonny Goes for Broke"                                                         |
| 2014      | Open Season                  | Jonah            | Episodio: "The Night Out"                                                                |
| 2015      | The Mentalist                | Matthew Stoppard | Episodio: "The Whites of His Eyes"                                                       |
| 2016      | Manson’s Lost Girls          | Charles Manson   | Película para televisión                                                                 |
| 2016      | Rosewood                     | Wyatt Montgomery | Episodio: "Hydrocephalus and Hard Knocks"                                                |
| 2016      | That's What She Said         |                  | Miniserie                                                                                |
| 2017      | 555                          | Actor            | Episodio: "Acting"                                                                       |
| 2017      | Channel Zero: No-End House   | Seth Marlowe     | Papel principal; 6 episodios                                                             |
| 2017–2020 | Agents of S.H.I.E.L.D.       | Deke Shaw        | Papel recurrente (temporada 5) Papel principal (temporada 6 y temporada 7); 45 episodios |
| 2020      | Cake                         | Él mismo         | 1 episodio; segmento: "Auditions: The Guy Before"                                        |
| 2023      | One Piece                    | Buggy            | Papel principal                                                                          |

| Año  | Título                     | Rol    | Notas                           |
| ---- | -------------------------- | ------ | ------------------------------- |
| 2012 | Vamperifica                | Peter  |                                 |
| 2015 | The Girlfriend Game        | Ben    | Cortometraje; también productor |
| 2017 | The Boy Downstairs         | Marcus |                                 |
| 2017 | Take Me Out with the Stars | Max    | Cortometraje                    |
| 2019 | Plus One                   | Trevor |                                 |